# Cal Nuix
Cal Nuix, és una casa pairal de la vila d'Ivorra, a la comarca de la Segarra. És un monument protegit i inventariat dins el Patrimoni Arquitectònic Català.

## Situació
Està situada a la part alta de la vila, a l'angle nord-oest de la Plaça Major, lloc emblemàtic d'Ivorra, centre de la majoria de les festes i l'"àgora" on es troben els veïns i forasters en animada conversa. A la mateixa plaça hi ha una bona concentració d'elements arquitectònics inventariats: l'Església de Sant Cugat, la Creu de la Santa Missió, la Cisterna del Castell i, a pocs metres, el Castell. Des de la plaça es gaudeix de la millor vista de la vall del Llobregós i les serres que la tanquen pel nord fins al prepirineu del Solsonès.
Des de la carretera LV-3003 (de Sant Ramon a Torà), al km. 5,6, (41° 46′ 16.38″ N, 1° 23′ 23.64″ E / 41.7712167°N,1.3899000°E) es pren la desviació a l'est (senyalitzada) direcció a Ivorra, que es veu dalt d'un turó. Es rodeja tota la vila per la banda de ponent i nord, sempre pujant, fins a arribar a la plaça.

## Descripció
Edifici de planta quadrangular, estructurat en planta baixa, dues plantes superiors i realitzat amb carreus regulars de grans dimensions. A la planta baixa de la façana principal, orientada al sud, trobem la porta principal, modificada al llarg del temps, realitzada amb arc de mig punt rebaixat adovellat, mentre que a la façana est hi ha una porta oberta modernament per facilitar l'entrada de la maquinària agrícola. Cal destacar que la planta baixa apareix parcialment arrebossada amb morter de calç i arena.

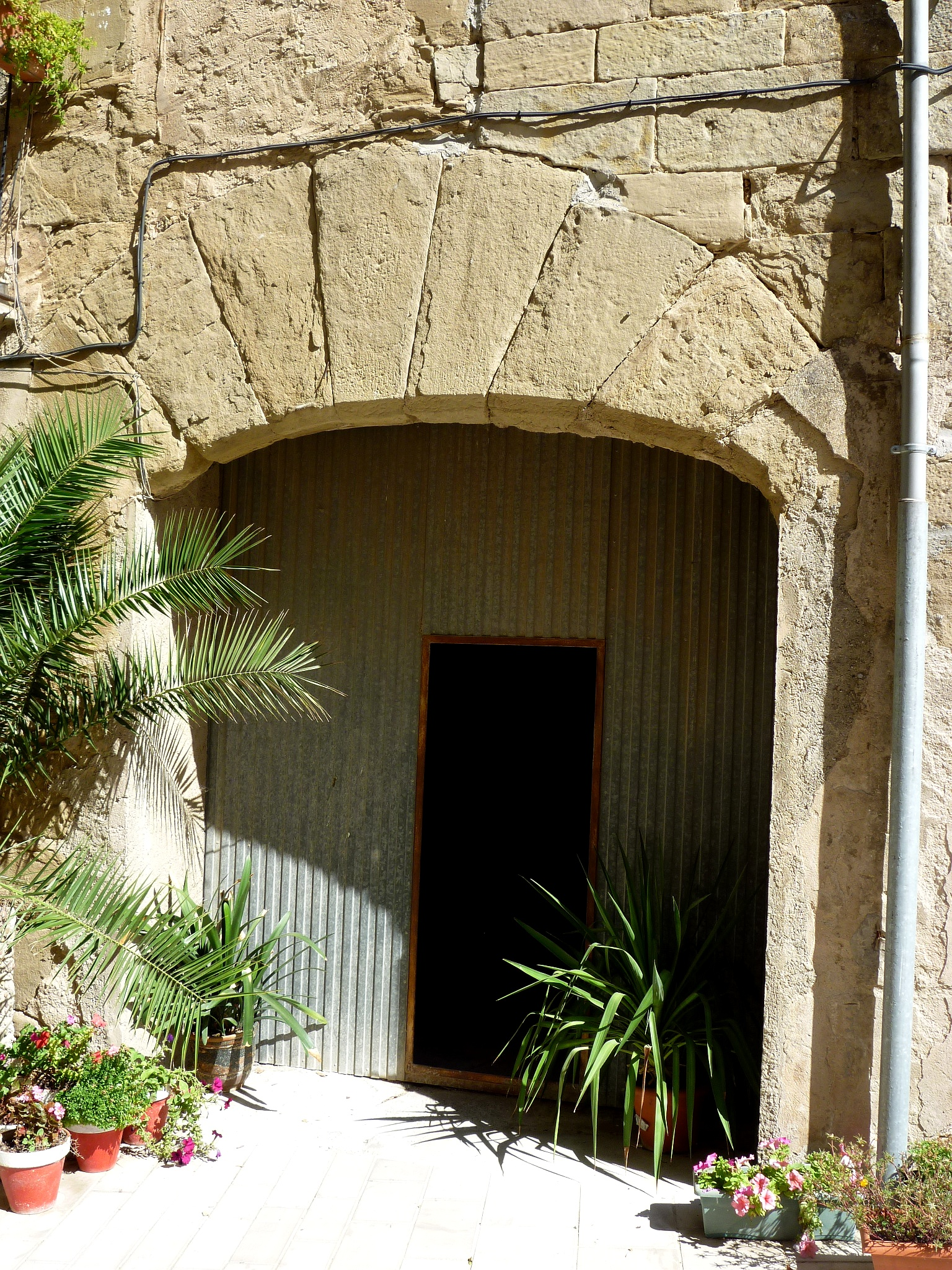
Portal d'entrada

 A la primera planta de la façana principal trobem la presència de tres finestres, una situada més a l'esquerra totalment tapiada i dues més les quals en van reduir les dimensions, amb la presència d'un balcó a l'extrem esquerre de l'edifici que pertany a la casa amb la qual fa cantonada. També a la primera planta, però de la façana est, hi ha dues obertures, la que està situada més a l'esquerra, actualment tapiada, presenta unes grans dimensions amb llinda superior, mentre que l'altra obertura situada a la part dreta és de menors dimensions i està parcialment tapiada. A la segona planta de la façana principal, trobem quatre obertures, dos de les quals tapiades, amb llinda plana i represa inferior, les quals estan decorades amb una motllura que segueix el seu contorn. A la planta est, hi trobem dues obertures més, de les mateixes característiques que les anteriors, actualment tapiades. Entre les dues plantes superiors, a la cantonada entre les dues façanes, trobem un baix relleu amb l'escut d'armes de la família Tristany, carlans d'Ivorra i propietaris de l'edifici fins al segle xviii, tot i que actualment es troba molt malmès.

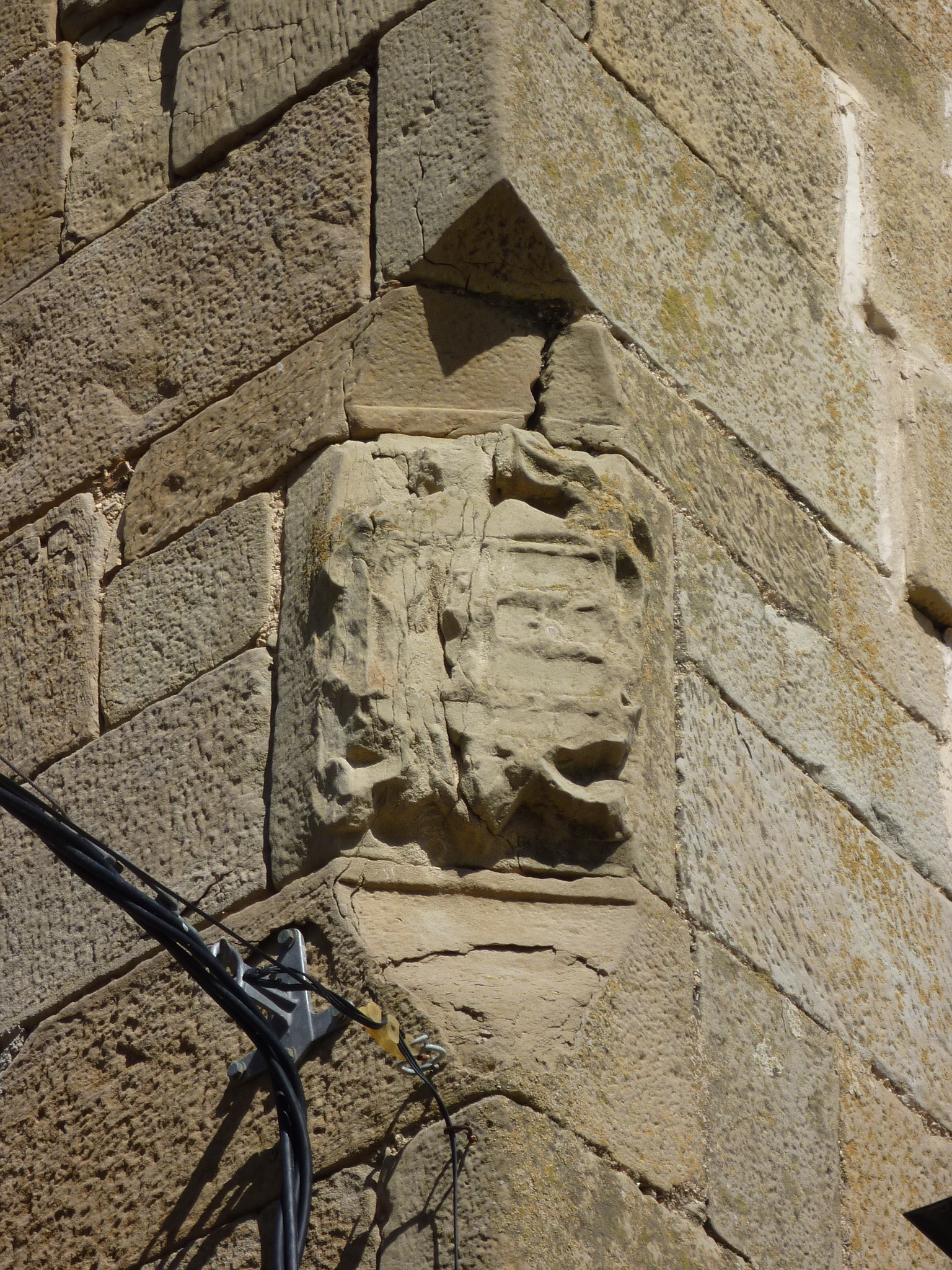
Escut d'armes dels Tristany

## Notícies històriques
La primera font documental sobre un membre de la família Tristany a Ivorra és un capbreu del segle xv que parla de Guillem Tristany. En la segona meitat del segle xix esclatà un plet entre Antoni de Nuix i d'Espona, baró de Perpinyà i castlà d'Ivorra per la transformació del molí d'aigua en una farinera.